# Diafasia
La diafasia è una variabile sociolinguistica determinata dal mutare della situazione nella quale il parlante si trova a comunicare: il contesto, gli interlocutori, le circostanze o le finalità della comunicazione. Il termine deriva dalla composizione delle due parole greche dia, "attraverso, mediante", e phasis, "voce".

## Gradi
La variazione diafasica si articola in gradi situati lungo un asse ideale che va dalla massima formalità (registro aulico o sostenuto) alla massima informalità (registro familiare o trascurato): il parlante seleziona il registro linguistico in funzione dell'ascoltatore a cui si rivolge.
Appartengono alla diafasia anche sottocodici interni alla lingua quali, per esempio, il registro sportivo, gastronomico ecc., e i gerghi.
Uno stesso sottocodice può fare uso di registri diversi: per esempio, un medico illustrerà una data patologia in modi diversi a seconda che si rivolga a un congresso di specialisti, ai lettori di un articolo di divulgazione su un giornale o a un paziente che ne soffre.

## Altre variabili sociolinguistiche
Gli altri parametri che determinano la variazione linguistica sono:
- la diacronia, in rapporto al tempo;
- la diatopia, in rapporto allo spazio;
- la diamesia, in rapporto al mezzo;
- la diastratia, in rapporto alla condizione sociale dei parlanti.

Diastratia e diatopia sono variabili sociolinguistiche introdotte dal linguista norvegese Leiv Flydal nel 1952 e poi assunti, ridefiniti e sistematizzati dal linguista rumeno Eugen Coșeriu, che li integrò con la diafasia. Questi concetti sono mutuati sulla base della diacronia saussuriana. Il concetto di diamesia è stato invece coniato da Alberto Mioni.